# Microsoft Solitaire
Microsoft Solitaire és un joc d'ordinador inclòs amb Microsoft Windows, basat en un joc de cartes del mateix nom, també conegut com a Klondike.
Microsoft ha inclòs el joc com a part de la seva línia de productes de Windows des de Windows 3.0, a partir de 1990. El joc va ser desenvolupat en 1989 pel llavors becari Wes Cherry. El mall de cartes en si va ser dissenyat pel pioner de Macintosh Susan Kare.
Microsoft pretén Solitaire "per calmar la gent intimidats pel sistema operatiu", i en un moment en què molts usuaris encara estaven familiaritzats amb les interfícies gràfiques d'usuari, que va resultar útil per al seu familiarització amb l'ús d'un ratolí, com la d'"arrossegar i deixar anar", tècnica requerida pel moviment de les cartes.
La disminució en la productivitat dels empleats que juguen ''Solitaire'' ha estat una preocupació comuna des que Microsoft va decidir incloure'l a Windows. El 2006, un treballador de la ciutat de Nova York va ser acomiadat després que l'alcalde Michael Bloomberg va veure el joc de solitari a l'ordinador de l'oficina de l'home.
A l'octubre de 2012 juntament amb el sistema operatiu Windows 8 Microsoft va treure una versió nova de Solitaire que va anomenar Microsoft Solitaire Collection. Aquesta versió, dissenyada per Microsoft Studios i desenvolupada per Arkadium, és la primera a incloure anuncis, i ha introduït moltes característiques noves al joc.
Microsoft Solitaire va complir 25 anys el 18 de maig de 2015. Per celebrar aquest esdeveniment, Microsoft va organitzar un torneig de solitari al campus de Microsoft i ho va retransmetre per Twitch.